# Rejon słobodzki
Rejon słobodzki (biał. Слабодскі раён, Słabodski rajon, ros. Слободский район, Słobodskij rajon) – istniejący w latach 1926–1927 rejon w południowej części Socjalistycznej Radzieckiej Republiki Białorusi, w okręgu mozyrskim. Powstał w wyniku przeniesienia centrum administracyjnego rejonu z Mozyrza do wsi Słoboda oraz zmiany nazwy rejonu 5 października 1926 roku z rejon mozyrski na rejon słobodzki. Dzielił się na 14 sielsowietów:
- babraniacki
- bibikowski
- bobrowski
- bokowski
- kazimirowski
- kustownicki
- michałkowski
- mieleszkowicki
- mochnowicki
- osowiecki
- prudkowski
- skryhałowski
- słobodzki
- twaryczowski

Rejon został zlikwidowany 4 sierpnia 1927 roku. Sielsowiety: babraniacki, bobrowski, prudkowski i słobodzki zostały przekazane rejonowi kalinkowickiemu, sielsowiety: bokowski, mieleszkowicki, mochnowicki – rejonowi karolińskiemu, sielsowiety: bibikowski, kustownicki, michałkowski i twaryczowski – rejonowi narowlańskiemu, a sielsowiety: kazimirowski, osowiecki i skryhałowski – rejonowi petrykowskiemu.